# Shinya Kawashima
Shinya Kawashima (jap. 川島 眞也 Kawashima Shinya; ur. 22 lipca 1978) – japoński piłkarz występujący na pozycji obrońcy.

## Kariera klubowa
Od 1997 do 2012 roku występował w klubach Sanfrecce Hiroszima, Urawa Reds, Avispa Fukuoka i FC Gifu.